# Intermediair (scheikunde)
Een intermediair in de vooral (organische) chemie is een energierijke rangschikking van atomen. Vaak vormt een intermediair een lokaal energieminimum met een kleine activeringsenergie zowel in de reactie naar de oorspronkelijke reactanten als naar de producten toe.
In de organische chemie worden intermediairen vooral gekenmerkt door een koolstofatoom met een kleiner of juist een groter aantal groepen om zich heen dan de standaard vier. Ook het opheffen van de aromaticiteit in een benzeenring (Meisenheimercomplex) is een duidelijke aanwijzing voor het intermediaire karakter van het deeltje.